# Leo von Thun und Hohenstein
Leopold (Leo) von Thun und Hohenstein, född 7 april 1811 i Tetschen, Böhmen, död 17 december 1888 i Wien, var en österrikisk greve och politiker.
Leo von Thun und Hohenstein var april till juli 1848 gubernialpresident i Böhmen samt blev 1849 kultus- och undervisningsminister i Felix zu Schwarzenbergs ministär. Som sådan genomdrev han gymnasiers och universitets ombildning efter tyskt mönster, avslöt 1855 konkordatet med kurian (upphävt 1870), som ställde skolan under romersk-katolska kyrkans kontroll, och bidrog kraftigt till stiftandet av kejserliga vetenskapsakademien. Efter oktoberpatentets utfärdande 1860 utträdde han ur ministären och framträdde dels i österrikiska herrehuset, varav han blev livstidsledamot 1861, dels på böhmiska lantdagen (1861–67, 1870, 1883–88) som en av de ledande männen inom yttersta högern.
Leo von Thun und Hohenstein var dotterson till Alois Friedrich von Brühl, bror till Friedrich von Thun und Hohenstein och farbror till Franz Anton von Thun und Hohenstein.